# Hemimonto
Hemimonto (em latim: Haemimontus) foi uma província do período final do Império Romano e dos primeiros anos do Império Bizantino, localizada na porção nordeste da Trácia. Ela estava subordinada à Diocese da Trácia, que era, por sua vez, parte da Prefeitura pretoriana do Oriente. Sua capital era Adrianópolis (moderna Edirne, na Turquia) e o seu governador era um praeses. Quando o sistema temático foi posto em prática no século VII, ela foi substituída pelo Tema da Trácia, mas sobreviveu como uma metrópole episcopal até o período bizantino.

## Sés episcopais
As sés episcopais da província que aparecem no Anuário Pontifício como sés titulares são:
- Adrianópolis (Edirne, na Turquia)
- Anquíalo (Pomorie, na Bulgária)
- Brísis (Pınarhisar, na Turquia)
- Bucelo (Matochina, na Turquia)
- Bulgarófigo (Babaeski, na Turquia)
- Deulto (Debelt, na Bulgária)
- Mesembria (Nesebar)
- Niceia Parva (Havsa)